# Reichstagswahlkreis Oberbayern 1

Die Wahlkreisaufteilung des Deutschen Reichs.

Der Reichstagswahlkreis Reichstagswahlkreis Oberbayern 1 (Wahlkreis 237; Wahlkreis München I) war ein Wahlkreis für die Reichstagswahlen im Deutschen Reich und im Norddeutschen Bund von 1867 bis 1918.

## Wahlkreiszuschnitt
Der Wahlkreis umfasste das Zentrum und den nördlichen Teil der Stadt München.
| Jahr | Einwohner |
| ---- | --------- |
| 1890 | 138.181   |
| 1895 | 147.064   |
| 1900 | 154.898   |
| 1905 | 152.797   |
| 1910 | 160.714   |

|      | Landwirtschaft | Industrie und Gewerbe | Handel und Dienstleistungen |
| ---- | -------------- | --------------------- | --------------------------- |
| 1895 | 2,2            | 51,2                  | 46,5                        |
| 1907 | 1,1            | 44,3                  | 54,6                        |

|      | Evangelisch | Katholisch |
| ---- | ----------- | ---------- |
| 1890 | 16,8        | 79,7       |
| 1905 | 18,0        | 78,7       |
| 1910 | 18,0        | 77,6       |

## Abgeordnete
| Wahl                             | Abgeordneter                         | Partei                       | Bild |
| -------------------------------- | ------------------------------------ | ---------------------------- | ---- |
| Zollparlamentswahl 1868 bis 1871 | Gustav von Schlör                    | Fraktionslos                 |      |
| Reichstagswahl 1871 bis 1878     | Franz August Schenk von Stauffenberg | Nationalliberale Partei      |      |
| Reichstagswahl 1878 bis 1884     | Kaspar von Ruppert                   | Zentrum                      |      |
| Reichstagswahl 1884 bis 1890     | Johann Sedlmayr                      | Nationalliberale Partei      | 0    |
| Reichstagswahl 1890 bis 1898     | Georg Birk                           | SAP                          |      |
| Reichstagswahl 1898 bis 1903     | Johann Schwarz                       | Liberal                      | 0    |
| Reichstagswahl 1903 bis 1907     | Georg Birk                           | SPD                          |      |
| Reichstagswahl 1907 bis 1912     | Gotthard Wölzl                       | Nationalliberale Partei      | 0    |
| Reichstagswahl 1912 bis 1918     | Georg Kerschensteiner                | Fortschrittliche Volkspartei |      |

## Wahlen

### Zollparlament
Es fand nur ein Wahlgang statt. Die Zahl der gültigen Stimmen betrug 8703.
| Kandidat          | Partei | Stimmen | in % | Anmerkungen |
| ----------------- | ------ | ------- | ---- | ----------- |
| Gustav von Schlör | lib    | 5035    | 0    | 0           |

### Reichstagswahl 1871
Es fand ein Wahlgang statt. 19.190 Männer waren wahlberechtigt. Die Zahl der abgegebenen Stimmen betrug 11.158, 41 Stimmen waren ungültig. Die Wahlbeteiligung betrug 58,4 %.
| Kandidat                             | Partei   | Stimmen | in % | Anmerkungen |
| ------------------------------------ | -------- | ------- | ---- | ----------- |
| Franz August Schenk von Stauffenberg | NLP      | 8420    | 0    | 0           |
| Radspieler                           | Zentrum  | 1881    | 0    | 0           |
|                                      | S        | 812     | 0    | 0           |
| 0                                    | Sonstige | 45      | 0    | 0           |

### Reichstagswahl 1874
Es fand ein Wahlgang statt. 21.194 Männer waren wahlberechtigt. Die Zahl der abgegebenen Stimmen betrug 12.707, 29 Stimmen waren ungültig. Die Wahlbeteiligung betrug 60,1 %.
| Kandidat                             | Partei   | Stimmen | in % | Anmerkungen          |
| ------------------------------------ | -------- | ------- | ---- | -------------------- |
| Franz August Schenk von Stauffenberg | NLP      | 6686    | 0    | 0                    |
| Karl Freiherr von Ow (-Landhut)      | Zentrum  | 1881    | 0    | Regierungsrat        |
| Proebstl                             | S (Eis)  | 1486    | 0    | Schirmfabrikant      |
| Puschmann                            | V        | 345     | 0    | Dr. praktischer Arzt |
| 0                                    | Sonstige | 56      | 0    | 0                    |

### Reichstagswahl 1877
Es fand ein Wahlgang statt. 22.312 Männer waren wahlberechtigt. Die Zahl der abgegebenen Stimmen betrug 13.046, 47 Stimmen waren ungültig. Die Wahlbeteiligung betrug 58,7 %.
| Kandidat                             | Partei   | Stimmen | in % | Anmerkungen     |
| ------------------------------------ | -------- | ------- | ---- | --------------- |
| Franz August Schenk von Stauffenberg | NLP      | 7718    | 0    | 0               |
| Karl Freiherr von Ow (-Landhut)      | Zentrum  | 3603    | 0    | Regierungsrat   |
| Proebstl                             | S (Eis)  | 1672    | 0    | Schirmfabrikant |
| 0                                    | Sonstige | 53      | 0    | 0               |

### Reichstagswahl 1878
Es fanden zwei Wahlgänge statt. 22.082 Männer waren wahlberechtigt. Die Zahl der abgegebenen Stimmen betrug im ersten Wahlgang 13156, 41 Stimmen waren ungültig. Die Wahlbeteiligung betrug 64,3 %.
| Kandidat                             | Partei   | Stimmen | in % | Anmerkungen          |
| ------------------------------------ | -------- | ------- | ---- | -------------------- |
| Franz August Schenk von Stauffenberg | NLP      | 6553    | 0    | 0                    |
| Kaspar von Ruppert                   | Zentrum  | 5032    | 0    | 0                    |
| Kiefer                               | S        | 1672    | 0    | Druckereifaktor      |
| Georg von Berr                       | Kons     | 530     | 0    | Staatsminister a. D. |
| 0                                    | Sonstige | 36      | 0    | 0                    |

In der Stichwahl betrug die Zahl der abgegebenen Stimmen 16.259, 18 Stimmen waren ungültig. Die Wahlbeteiligung betrug 73,7 %.
| Kandidat                             | Partei  | Stimmen | in % | Anmerkungen |
| ------------------------------------ | ------- | ------- | ---- | ----------- |
| Franz August Schenk von Stauffenberg | NLP     | 6525    | 0    | 0           |
| Kaspar von Ruppert                   | Zentrum | 9734    | 0    | 0           |

### Reichstagswahl 1881
Es fanden zwei Wahlgänge statt. 22.778 Männer waren wahlberechtigt. Die Zahl der abgegebenen Stimmen betrug im ersten Wahlgang 12.686, 23 Stimmen waren ungültig. Die Wahlbeteiligung betrug 55,8 %.
| Kandidat           | Partei   | Stimmen | in % | Anmerkungen |
| ------------------ | -------- | ------- | ---- | ----------- |
| Gustav von Schlör  | Lib      | 4557    | 0    | 0           |
| Kaspar von Ruppert | Zentrum  | 5857    | 0    | 0           |
| August Bebel       | S        | 1970    | 0    | 0           |
| Dr. Härlin         | V        | 278     | 0    | 0           |
| 0                  | Sonstige | 24      | 0    | 0           |

In der Stichwahl betrug die Zahl der abgegebenen Stimmen 14.681, 40 Stimmen waren ungültig. Die Wahlbeteiligung betrug 64,6 %.
| Kandidat           | Partei  | Stimmen | in % | Anmerkungen |
| ------------------ | ------- | ------- | ---- | ----------- |
| Gustav von Schlör  | Lib     | 6537    | 0    | 0           |
| Kaspar von Ruppert | Zentrum | 8144    | 0    | 0           |

### Reichstagswahl 1887
Nachdem die Sozialdemokraten den NLP-Kandidaten bei der Reichstagswahl 1884 nur unter der Hand unterstützt hatten, wurde für die Stichwahl bei der Reichstagswahl 1887 ein formelles Wahlkreisabkommen geschlossen. Danach unterstütze die SPD im Wahlkreis München 1 den NLP-Kandidaten und umgekehrt die NLP im Wahlkreis München 2 den Kandidaten der SPD.

### Reichstagswahl 1890
Sedlmayr erhielt bei der Reichstagswahl 1890 die Unterstützung der NLP, des "44er-Ausschusses" (ein Wahlverein, der liberale, nicht-ultramontane Kandidaten unterstützte) und des "gemäßigt konservativen Vereinigung München"
.
Bei der Reichstagswahl 1890 fanden zwei Wahlgänge statt. Die Zahl der Wahlberechtigten beim ersten Wahlgang betrug 31.179, die Zahl der Wähler 20.551. Die Wahlbeteiligung betrug 65,9 %. 19 Stimmen waren ungültig.
| Kandidat                            | Partei   | Stimmen | in %   | Anmerkungen |
| ----------------------------------- | -------- | ------- | ------ | ----------- |
| Friedrich Seyboth                   | DF       | 1235    | 6,0 %  | 0           |
| Johann Sedlmayr                     | NLP      | 7211    | 35,1 % | 0           |
| Georg Birk                          | SPD      | 7624    | 37,1 % | 0           |
| Conrad von Preysing-Lichtenegg-Moos | Zentrum  | 4450    | 21,7 % | 0           |
| 0                                   | Sonstige | 12      | 0,1 %  | 0           |

Vor der Stichwahl traf das Zentrum ein inoffizielles Wahlabkommen mit der SPD. Das Zentrum rief im Reichstagswahlkreis Oberbayern 1 zur Enthaltung auf, die SPD rief im Gegenzug zu Enthaltung oder zur Wahl des Zentrum im Reichstagswahlkreis Pfalz (Bayern) 1 auf. Graf von Preysing-Lichtenegg rief entgegen dieser Vereinbarung zur Wahl des NLP-Kandidaten auf.
Bei der Stichwahl betrug die Zahl der Wähler 19.682. Die Wahlbeteiligung betrug 63,1 %. 47 Stimmen waren ungültig.
| Kandidat        | Partei | Stimmen | in %   | Anmerkungen |
| --------------- | ------ | ------- | ------ | ----------- |
| Johann Sedlmayr | NLP    | 9205    | 46,9 % | 0           |
| Georg Birk      | SPD    | 10.430  | 53,1 % | 0           |

### Reichstagswahl 1893
Bei der Reichstagswahl 1893 unterstützen die liberalen Parteien NLP, FVP und FVg den freisinnigen Landtagsabgeordneten Burkhart. Dieser sollte sich aber im Fall der Wahl der NLP-Fraktion anschließen, aber in der Frage der Militärvorlage von der NLP-Linie abweichen können.
Der Kandidat des Zentrums Leib war Mitglied der Christlich Sozialen Partei.
Bei der Reichstagswahl 1893 fanden zwei Wahlgänge statt. Die Zahl der Wahlberechtigten beim ersten Wahlgang betrug 33.145, die Zahl der Wähler 17.903. Die Wahlbeteiligung betrug 54,0 %. 30 Stimmen waren ungültig.
| Kandidat             | Partei   | Stimmen | in %   | Anmerkungen |
| -------------------- | -------- | ------- | ------ | ----------- |
| Wilhelm von Burkhard | K        | 5859    | 32,8 % | 0           |
| Georg Birk           | SPD      | 8097    | 45,1 % | 0           |
| Georg von Vollmar    | SPD      | 32      | 0,2 %  | 0           |
| Georg Leib           | Zentrum  | 3853    | 21,5 % | 0           |
| 0                    | Sonstige | 64      | 0,4 %  | 0           |

Vor der Stichwahl rief das Zentrum sowie die DSP zur strengen Enthaltung auf.
Bei der Stichwahl betrug die Zahl der Wähler 17.653. Die Wahlbeteiligung betrug 53,3 %. 69 Stimmen waren ungültig.
| Kandidat             | Partei | Stimmen | in %   | Anmerkungen |
| -------------------- | ------ | ------- | ------ | ----------- |
| Wilhelm von Burkhard | K      | 7846    | 44,6 % | 0           |
| Georg Birk           | SPD    | 9738    | 55,4 % | 0           |

### Reichstagswahl 1898
Bei der Reichstagswahl 1898 unterstützen die liberalen Parteien NLP, FVP und FVg den Parteilosen Schwarz. Dieser sollte sich aber im Fall der Wahl nicht der NLP-Fraktion anschließen.
Bei der Reichstagswahl 1898 fanden zwei Wahlgänge statt. Die Zahl der Wahlberechtigten beim ersten Wahlgang betrug 33.117, die Zahl der Wähler 18.016. Die Wahlbeteiligung betrug 54,1 %. 41 Stimmen waren ungültig.
| Kandidat                            | Partei   | Stimmen | in %   | Anmerkungen |
| ----------------------------------- | -------- | ------- | ------ | ----------- |
| Ludwig Wenng                        | CS       | 98      | 0,6 %  | 0           |
| Oswald Scholl                       | DVP      | 471     | 2,6 %  | 0           |
| Georg Ratzinger                     | M        | 184     | 1,0 %  | 0           |
| Georg Birk                          | SPD      | 7733    | 43,0 % | 0           |
| Conrad von Preysing-Lichtenegg-Moos | Zentrum  | 4285    | 23,8 % | 0           |
| Johann Schwarz                      | ub       | 5157    | 28,7 % | 0           |
| 0                                   | Sonstige | 47      | 0,3 %  | 0           |

Vor der Stichwahl rief das Zentrum für die Wahl des liberalen Kandidaten auf. Im Gegenzug unterstützen die Nationalliberalen im Reichstagswahlkreis 278 (Würzburg), den Kandidaten des Zentrums.
Bei der Stichwahl am 27. Juni 1898 betrug die Zahl der Wähler 21.234. Die Wahlbeteiligung betrug 63,7 %. 69 Stimmen waren ungültig.
| Kandidat       | Partei | Stimmen | in %   | Anmerkungen |
| -------------- | ------ | ------- | ------ | ----------- |
| Georg Birk     | SPD    | 9804    | 46,3 % | 0           |
| Johann Schwarz | ub     | 11.361  | 53,7 % | 0           |

### Reichstagswahl 1903
Bei der Reichstagswahl 1903 konnten sich die liberalen Parteien nicht einigen. Der NLP-Kandidat Schön wurde daher nur von der NLP unterstützt. Die FVP rief zur Wahl des DVP-Kandidaten auf.
Bei der Reichstagswahl 1903 fanden zwei Wahlgänge statt. Die Zahl der Wahlberechtigten beim ersten Wahlgang betrug 35.891, die Zahl der Wähler 23.204. Die Wahlbeteiligung betrug 64,7 %. 86 Stimmen waren ungültig.
| Kandidat      | Partei   | Stimmen | in %   | Anmerkungen |
| ------------- | -------- | ------- | ------ | ----------- |
| Ludwig Wenng  | CS       | 1075    | 4,7 %  | 0           |
| Ludwig Quidde | DVP      | 712     | 3,1 %  | 0           |
| Ignatz Schön  | NLP      | 5984    | 25,9 % | 0           |
| Georg Birk    | SPD      | 10.178  | 44,0 % | 0           |
| Alois Frank   | Zentrum  | 5136    | 22,2 % | 0           |
| 0             | Sonstige | 33      | 0,1 %  | 0           |

Vor der Stichwahl rief das Zentrum zur Enthaltung auf. DVP und DSP forderten die Wahl von Birk.
Bei der Stichwahl am 25. Juni 1903 betrug die Zahl der Wähler 19.537. Die Wahlbeteiligung betrug 54,4 %.
| Kandidat     | Partei | Stimmen | in %   | Anmerkungen |
| ------------ | ------ | ------- | ------ | ----------- |
| Ignatz Schön | NLP    | 7243    | 37,4 % | 0           |
| Georg Birk   | SPD    | 12.102  | 62,6 % | 0           |

### Reichstagswahl 1907
Bei der Reichstagswahl 1907 einigten sich die liberalen Parteien auf den Magistratsrat Wölzl von der NLP. Die DSP unterstützte den Kandidaten des Zentrums.
Bei der Reichstagswahl 1907 fanden zwei Wahlgänge statt. Die Zahl der Wahlberechtigten beim ersten Wahlgang betrug 35.486, die Zahl der Wähler 25.646. Die Wahlbeteiligung betrug 72,3 %. 98 Stimmen waren ungültig.
| Kandidat       | Partei   | Stimmen | in %   | Anmerkungen                      |
| -------------- | -------- | ------- | ------ | -------------------------------- |
| Gotthard Wölzl | NLP      | 10.866  | 42,5 % | 0                                |
| Georg Birk     | SPD      | 8723    | 34,1 % | 0                                |
| Nagler         | Zentrum  | 5919    | 23,2 % | Buchbindermeister, Magistratsrat |
| 0              | Sonstige | 40      | 0,2 %  | 0                                |

Vor der Stichwahl rief das Zentrum zur Wahl des SPD-Kandidaten auf und erntete damit lautstarken Widerspruch führender Parteimitglieder des Zentrums.
Bei der Stichwahl am 5. Februar 1907 betrug die Zahl der Wähler 25.910. Die Wahlbeteiligung betrug 73,0 %. 179 Stimmen waren ungültig.
| Kandidat       | Partei | Stimmen | in %   | Anmerkungen |
| -------------- | ------ | ------- | ------ | ----------- |
| Gotthard Wölzl | NLP    | 13.578  | 52,8 % | 0           |
| Georg Birk     | SPD    | 12.153  | 47,2 % | 0           |

### Reichstagswahl 1912
Bei der Reichstagswahl 1912 wurde Kerchensteiner auch von der NLP unterstützt.
Bei der Reichstagswahl 1912 fanden zwei Wahlgänge statt. Die Zahl der Wahlberechtigten beim ersten Wahlgang betrug 34.639, die Zahl der Wähler 28.115. Die Wahlbeteiligung betrug 81,2 %. 111 Stimmen waren ungültig.
| Kandidat              | Partei   | Stimmen | in %   | Anmerkungen |
| --------------------- | -------- | ------- | ------ | ----------- |
| Georg Kerschensteiner | FoVP     | 10.949  | 39,1 % | 0           |
| Karl von Spieß        | K        | 563     | 2,0 %  | 0           |
| Sebastian Witti       | SPD      | 11.594  | 41,4 % | 0           |
| Franz Lochbrunner     | Zentrum  | 4862    | 17,4 % | 0           |
| 0                     | Sonstige | 36      | 0,1 %  | 0           |

Vor der Stichwahl rief das Zentrum zur Enthaltung, die Konservativen für die Wahl von Kerschensteiner auf.
Bei der Stichwahl am 22. Januar 1912 betrug die Zahl der Wähler 27.134. Die Wahlbeteiligung betrug 78,3 %. 588 Stimmen waren ungültig.
| Kandidat              | Partei | Stimmen | in %   | Anmerkungen |
| --------------------- | ------ | ------- | ------ | ----------- |
| Georg Kerschensteiner | FoVP   | 13.454  | 50,7 % | 0           |
| Sebastian Witti       | SPD    | 13.092  | 49,3 % | 0           |